# 음력 5월 2일
음력 5월 2일은 음력 5월의 2번째 날이다.

## 사건
- 1999년 - 서해에서 남북 경비정 간에 총격전이 벌어지다(제1연평해전).

## 문화
- 2003년 - 대한민국에서 JIBS 제주국제자유도시방송 FM 방송 개국.
- 2014년 -
  - 대한민국 제6회 지방 선거 사전투표제가 전국적으로 시작되었다. (이 투표는 이틀간 이루어졌으며, 대한민국 헌정 사상 66년만에 이루어진 사전투표였다.)
  - 아시아나항공의 A380 1호기가 인천국제공항에 도착하였다.

## 탄생
- 1016년 - 고려 제9대 국왕 덕종.
- 1961년 - 대한민국의 배우 정보석.
- 1970년 - 대한민국의 배우 김동수.
- 1978년 - 대한민국의 가수 토니 안 (H.O.T.).
- 1985년 - 대한민국의 코미디언 정주리.
- 1990년
  - 대한민국의 가수 치타.
  - 대한민국의 레이싱 모델 연다빈.

## 같이 보기
- 음력 360일: 1월 2월 3월 4월 5월 6월 7월 8월 9월 10월 11월 12월
- 전날:5월 1일 다음날:5월 3일 - 전달:4월 2일 다음달:6월 2일
- 양력:5월 2일
- 음력, 윤달